# عرض توم وجيري (مسلسل 2014)
عرض توم وجيري (بالإنجليزية: The Tom and Jerry Show)‏ مسلسل رسوم متحركة أمريكي - كندي بدأ إنتاجه من قبل تيل تون الكندية في شهر مارس 2014 ومن قبل كرتون نتورك و وارنر بروس الأمريكيتين في أبريل 2014 ويتألف المسلسل من 26 حلقة في الموسم الأول وسيبدأ إنتاج الموسم الثاني في الفترة القادمة من هذا العام وسيتألف أيضا من 78 حلقة.

## الدبلجة

### الأصوات العربية
- حسن مهدي - توم القط (الصوت الأول)
- حسان حمدان - توم القط (الصوت الثاني)
- عبدو حكيم - جيري الفأر
- خالد السيد- سبايك كلب
- رالين داغر- نبيلز
- فؤاد شمص- بوتش القط
- شادي شمص- كواكر البطة
- جيهان الملا- جينجر
- روميو الورشا- ريك
- شربل أيوب
- فادي الرفاعي
- زينة ضاهر
- ناجي شامل
- فصيل أسطواني
- توفيق شهاب
- علاء البيطار
- سهير نصر الدين
- أسمهان البيطار
- ألين سعادة
- سامي ضاهر
- إبراهيم ماضي
- عماد فغالي
- حسان حمدان
- رنا الرفاعي
- ندى نصر
- تمارة صعب
- جيل شلهوب
- ميرنا الحسيني
- جورج طويل
- سمير شمص

## روابط خارجية
- عرض توم وجيري (مسلسل 2014) على موقع IMDb (الإنجليزية)
- عرض توم وجيري (مسلسل 2014) على موقع كينوبويسك (الروسية)
- عرض توم وجيري (مسلسل 2014) على موقع ألو سيني (الفرنسية)
- عرض توم وجيري (مسلسل 2014) على موقع قاعدة بيانات الفيلم (الإنجليزية)